# Autophila dilucida
Autophila dilucida är en fjärilsart som beskrevs av Jacob Hübner 1808. Autophila dilucida ingår i släktet Autophila och familjen nattflyn. Inga underarter finns listade i Catalogue of Life.